# Ђурићи (Шековићи)
Ђурићи су насељено мјесто у општини Шековићи, Република Српска, БиХ. Према попису становништва из 2013. у насељу је живјело 45 становника. Насељено мјесто Ђурићи обухвата дио подручја насељеног мјеста Марковићи.

## Географија
Налази се на 640-840 метара надморске висине, површине 3,62 км2, удаљено око 8 км од општинског центра. Припада мјесној заједници Шековићи. Разбијеног је типа, а засеоци су: Василићи, Видовићи, Гредина, Дукићи, Мићићи и Ристићи. Смјештено је на брдовитом терену, богатом пашњацима и ливадама. Ободом атара протичу потоци Богаташ и Чаиновац.

## Историја
Село је названо по породици Ђурић. На локалитету Врљина нађени су остаци грађевина, за које се сматра да су из бронзаног или гвозденог доба. Некада су у селу живјеле и породице Ђурић и Пајкић. Према предању, преци данашњих становника дошли су из околине Невесиња у село Тепен, а одатле на простор данашњег села Ђурићи. Солунски добровољци били су: Јован Аћимовић, Давид Видовић, Вићо, Марко и Обрен Ристић. У Другом свјетском рату погинуло је 19 бораца Народноослободилачке војске Југославије и 12 цивила, а у Одбрамбено-отаџбинском рату 1992-1995. два борца Војске Републике Српске. Становништво се углавном бави пољопривредом. Од 1955. до осамдесетих година ХХ вијека ђаци су похађали основну школу у сусједном селу Марковићи, а отад у Шековићима, гдје се налази и најближа црква. У атару постоји гробље Вуков до, а дио мјештана сахрањује се на гробљу Бетежица у Марковићима. Село је добило електричну енергију 1970. године. Локални водоводи спроведени су са извора Авдин до, Врела и Точак. Кроз атар пролази асфалтни пут Подпола-Марковићи, изграђен 2002. године.

## Становништво
Село је 1879. имало 26 домаћинстава и 177 становника (православци); 1910. - 230 становника; 1948. - 283; 1971. - 215; 1991. - 104; 2013. - 23 домаћинства и 45 становника (Срби). Породице Аћимовић, Василић, Васић, Видовић, Дукић, Максимовић, Мићић, Ристић славе Ђурђевдан.
| Демографија | Демографија | Демографија |
| Година      | Становника  | Становника  |
| ----------- | ----------- | ----------- |
| 1879.       | 177         |             |
| 1910.       | 230         |             |
| 1948.       | 283         |             |
| 1971.       | 215         |             |
| 1981.       | 140         |             |
| 1991.       | 104         |             |
| 2013.       | 45          |             |